# Marie France Jeangeorges
Pour les articles homonymes, voir Jeangeorges.
Marie France Jeangeorges  (née le 17 janvier 1949), est une skieuse alpine française.

## Résultats sportifs

### Coupe du monde
Résultats au classement général : 
- 31e en 1967.
- 29e en 1968.
- 21e en 1970.